# Ninh Đức Hoàng Long
Ninh Đức Hoàng Long (sinh ngày 18 tháng 07 năm 1991 tại Ninh Bình) là một nghệ sĩ biểu diễn Opera. Anh đã 2 lần đoạt giải nhất tại cuộc thi opera quốc tế Simándy József lần thứ 9 diễn ra ở Szeged, Hungary đầu tháng 4 năm 2016 và lần thứ 10 diễn ra từ ngày 23 đến 29/4/2018. Anh cũng đạt giải nhất Nhóm thí sinh lớn tuổi cuộc thi tìm kiếm tài năng âm nhạc cổ điển Virtuózok 2018 trên sóng truyền hình quốc gia Hungary.

## Tiểu sử
Ninh Đức Hoàng Long, đặt theo tên của sông Hoàng Long chảy qua tỉnh Ninh Bình, sinh ra trong một gia đình bố là một nhà văn, viết kịch, nhiếp ảnh gia Ninh Đức Hậu, mẹ anh là người rất thích hát. Theo Facebook cá nhân, Long đã tốt nghiệp trung học tại THPT Đinh Tiên Hoàng năm 2007, bắt đầu theo học tại Đại học sư phạm nghệ thuật Trung ương sau đó là Học viện Âm nhạc Quốc gia Việt Nam.
Năm 2013 Ninh Đức Hoàng Long nhận học bổng toàn phần của chính phủ Việt Nam - Hungary. Anh tốt nghiệp xuất sắc cử nhân biểu diễn thanh nhạc cổ điển năm 2017.
Tháng 9 năm 2013 Long theo học 1 năm tiếng Hung tại Học viện Văn hóa Balassi. Tham gia chương trình văn nghệ tại một buổi liên hoan chia tay tại Học viện Văn hóa Balassi, Long đã hát lại bản Hazám, hazám ("Tổ quốc tôi") và đưa clip ấy lên mạng youtube. Theo lời truyền thông Hungary, đoạn clip ấy đã "được lan truyền như virus".

## Sự nghiệp
Tháng 4 năm 2016 Long đã đặt dấu mốc đầu tiên trong sự nghiệp khi dành giải nhất bảng thí sinh dưới 26 tuổi tại cuộc thi Thanh nhạc quốc tế Simandy Jozsef, sau cuộc thi Long đã có những buổi biểu diễn quan trọng đầu tiên tại các nhà hát sân khấu lớn nhỏ của Hungary.
Tháng 12 năm 2016 Long biểu diễn tại chương trình Đếm ngược của Đài truyền hình Việt Nam.
Tháng 12 năm 2016 Long nhận lời mời biểu diễn trước thủ tướng Hungary và sinh viên đến từ hơn 30 nước đang học tại Hungary.
Tháng 5 năm 2018 Long một lần nữa dành giải nhất cuộc thi Thanh nhạc cổ điển Simandy lần thứ 10 nhưng lần này là bảng thí sinh trên 26 tuổi. Sau cuộc thi anh đã được giới chuyên môn của Hungary công nhận và đánh giá cao. Anh nhận được rất nhiều lời mời biểu diễn tại Nhà hát Opera, Hungarian philharmonic orchestra...
Tháng 6 năm 2018 Long dành giải nhất bảng thí sinh lớn tuổi cuộc thi âm nhạc cổ điển Virtuozok trên sóng truyền hình Hungary, anh bắt đầu ghi dấu ấn trong lòng khán giả đại chúng.
Long được vinh dự biểu diễn tại Phủ tổng thống Hungary và được Tổng thống Hungary đặc cách công nhận anh là công dân Hungary năm 2018.
Long nhận lời mời biểu diễn của Văn phòng thủ tướng và biểu diễn trong cuộc gặp mặt chính thức giữa thủ tướng Hungary Viktor Orbán và Tổng Bí thư Nguyễn Phú Trọng tại Budapest ngày 10 tháng 09 năm 2018
Năm2016, anh là cộng tác viên chính thức của Đài truyền hình Việt Nam - VTV24 và Đài truyền hình kỹ thuật số VTC.
Năm 2020, Ninh Đức Hoàng Long tốt nghiệp xuất sắc bậc Thạc sĩ biểu diễn Opera của Học viện Liszt và được Nhà hát Opera Quốc gia Hungary mời về làm việc. 
Năm 2023, Ninh Đức Hoàng Long được biểu diễn cùng huyền thoại Opera Placido Domingo tại nhà hát Opera Hungary.
Ngày 15 tháng 03 năm 2024, NĐHL biểu diễn trong chương trình kỷ niệm ngày lễ dân tộc trên sóng truyền hình Hungary đã gây xôn xao dư luận. Anh là người nước ngoài đầu tiên biểu diễn trong lễ kỷ niệm dân tộc của Hungary.
Năm 2024 Long nhận lời mời biểu diễn của Văn phòng thủ tướng và biểu diễn trong cuộc gặp mặt chính thức giữa thủ tướng Hungary Viktor Orbán và Thủ tướng chính phủ Phạm Minh Chính tại Phủ thủ tướng - Karmelita Kolostor ngày 18 tháng 01 năm 2024.

## Thành tích
- Nằm trong danh sách Forbes 30 Under 30 năm 2020 do tạp chí Forbes Việt Nam bình chọn.[5]
- Nhận quyết định đặc cách cấp quốc tịch của Tổng thống Hungary tháng 10/2018.[6]
- Top 10 Gương mặt trẻ Việt Nam triển vọng năm 2016 và năm 2020.[7][8]
- Giải Nhất cuộc thi Thanh nhạc quốc tế Simandy Jozsef lần thứ 9 (năm 2016) và lần thứ 10 (năm 2018).
- Giải Nhất cuộc thi Operett quốc tế tại Slovakia tháng 5/2019.
- Giải Nhất cuộc thi Âm nhạc cổ điển Virtuozok.[9]
- Gương mặt tiêu biểu của Cộng đồng Việt Nam tại Hungary.
- Tốt nghiệp xuất sắc bậc Thạc sĩ biểu diễn Opera của Học viện Liszt